# Karl Christian Reinhold von Lindener
Karl Christian Reinhold Lindener, seit 1772 von Lindener (* 1742 in Ostpreußen; † 15. Mai 1828 in Glatz) war ein preußischer Generalmajor des Ingenieurkorps und Brigadier der Schlesischen Festungen.

## Leben

### Herkunft
Sein Bruder war russischer Generalleutnant und starb 1812 in Hirschberg.

### Militärlaufbahn
Lindener wurde am 4. November 1767 Kondukteur im Ingenieurkorps der preußischen Armee und am 2. März 1770 zum Sekondeleutnant befördert. Er hatte den Ruf eines ausgezeichneten Ingenieurs und erhielt von König Friedrich II. den Auftrag, die schlesischen Festungen auszubauen. Am 29. November 1772 wurde er in den erblichen preußischen Adelsstand erhoben. Am 3. September 1773 wurde er Hauptmann mit Patent vom 30. August 1773 und Ingenieuroffizier von Breslau. Am 21. März 1775 wurde er nach Schweidnitz versetzt, avancierte am 25. Juni 1787 zum Major und stieg am 10. Mai 1789 zum Sous-Brigadier in Schlesien auf.
Im Ersten Koalitionskrieg kämpfte Lindener bei der Kanonade von Valmy und der Belagerung von Mainz. Für Mainz erhielt er den Orden Pour le Mérite und vom Kurfürsten von Trier eine wertvolle Tabatiere. Er wurde am 23. Juli 1793 Oberstleutnant und am 9. Februar 1795 Oberst. Am 20. Mai 1803 wurde er zum Generalmajor mit Patent vom 23. Mai 1803 befördert. Am 20. November 1804 ernannte der König ihn mit einem Gehalt von 1500 Talern zum Brigadier der Festungen Glogau, Breslau, Schweidnitz, Brieg mit Sitz in Breslau. Während des Vierten Koalitionskrieges war er unter Gouverneur Alexander Heinrich von Thile Kommandant von Breslau. Als sich die Franzosen der Festung näherten, übergab er die Stadt kampflos. Lindener ging in Kriegsgefangenschaft, aus der er auf Ehrenwort entlassen wurde. 1807 bat er um seine Auswechslung, was aber vom König abgelehnt wurde. Am 31. März 1808 wurde er auf Befehl von General Grawert verhaftet, aber erst 1811 erfolgte der Spruch des Kriegsgerichts, der am 19. März 1811 vom König bestätigt wurde. Danach wurde der General kassiert und zu lebenslanger Festungshaft in Glatz verurteilt. Am 31. Mai 1814 wurde er begnadigt und ihm der Rest seiner Strafe erlassen. Ab dem 27. August 1814 erhielt er zum Unterhalt eine monatliche Unterstützung von 25 Talern auf Lebenszeit. Er starb am 15. Mai 1828 in Glatz.
Lindener war astronomisch interessiert und veröffentlichte einige Beobachtungen in Fachzeitschriften.

### Familie
Er heiratete am Christiane Elisabeth von Darjes (Darries) (1765–1830), mit der Lindener die Tochter Christiane Sophie Pauline († 1800) hatte, die im Alter von 15 Jahren verstarb.